# Oenanthe biloba
Oenanthe biloba är en flockblommig växtart som beskrevs av Joseph Dulac. Oenanthe biloba ingår i släktet stäkror, och familjen flockblommiga växter. Inga underarter finns listade i Catalogue of Life.